# Докучаєвський флюсо-доломітний комбінат
Докучаєвський флюсо-доломітний комбінат — підприємство з видобутку та переробки вапняків і доломітів у Донецькій області України.

## Історія
Працює з 1961 р. на базі розроблюваних з XIX ст. Оленівського та Стильського карбонатних родовищ.
Станом на 2021 р., комбінат, який розташований на тимчасово окупованій Росією території Донецької області, розбирають на металобрухт

## Характеристика
Основні мінерали: кальцит, доломіт; другорядні — кварц, пірит, лімоніт. Вміст СаО — 34-54 %, MgO — 0,8-15 %, SiO2 — 1,4-1,7. Запаси: 900 млн т вапняків; 110 млн т доломітів.

## Технологія розробки
Включає п'ять кар'єрів, три дробильно-збагачувальні фабрики, цех випалювання доломіту. Розкриття родовища–капітальними груповими траншеями. Система розробки родовищ — транспортна із застосуванням комбінованого та залізничного транспорту.